# Дивизион Чернышёва
Дивизион Чернышёва — один из дивизионов Континентальной хоккейной лиги, образованный в 2008 году. Является одним из четырёх дивизионов чемпионата КХЛ, созданных с целью разделения команд по географическому (ранее — спортивному) принципу.
Назван в честь Аркадия Чернышёва — одного из основателей советской школы хоккея с шайбой, первого чемпиона СССР в составе «Динамо». В качестве тренера 11 раз выигрывал чемпионаты мира, четырежды – Олимпийские игры, дважды – чемпионат СССР.  Воспитал не одно поколение великих хоккеистов и тренеров.

## Состав дивизиона
| Сезон   | Команды          | Команды          | Команды        | Команды                 | Команды                   | Команды                   | Команды                   | Команды                   | Победитель дивизиона |
| ------- | ---------------- | ---------------- | -------------- | ----------------------- | ------------------------- | ------------------------- | ------------------------- | ------------------------- | -------------------- |
| 2008/09 | Ак Барс (Казань) | Барыс (Астана)   | Витязь (Чехов) | Динамо (Москва)         | Нефтехимик (Нижнекамск)   | Торпедо (Нижний Новгород) | Торпедо (Нижний Новгород) | Торпедо (Нижний Новгород) | Ак Барс              |
| 2009/10 | Авангард (Омск)  | Амур (Хабаровск) | Барыс          | Металлург (Новокузнецк) | Салават Юлаев (Уфа)       | Сибирь (Новосибирск)      | Сибирь (Новосибирск)      | Сибирь (Новосибирск)      | Салават Юлаев        |
| 2010/11 | Авангард         | Амур             | Барыс          | Металлург (Н)           | Салават Юлаев             | Сибирь                    | Сибирь                    | Сибирь                    | Авангард             |
| 2011/12 | Авангард         | Амур             | Барыс          | Металлург (Н)           | Салават Юлаев             | Сибирь                    | Сибирь                    | Сибирь                    | Авангард             |
| 2012/13 | Авангард         | Амур             | Барыс          | Металлург (Н)           | Салават Юлаев             | Сибирь                    | Сибирь                    | Сибирь                    | Авангард             |
| 2013/14 | Авангард         | Адмирал          | Амур           | Барыс                   | Металлург (Н)             | Салават Юлаев             | Сибирь                    | Сибирь                    | Барыс                |
| 2014/15 | Авангард         | Адмирал          | Амур           | Барыс                   | Металлург (Н)             | Салават Юлаев             | Сибирь                    | Сибирь                    | Сибирь               |
| 2015/16 | Авангард         | Адмирал          | Амур           | Барыс                   | Металлург (Н)             | Салават Юлаев             | Сибирь                    | Сибирь                    | Авангард             |
| 2016/17 | Авангард         | Адмирал          | Амур           | Барыс                   | Куньлунь Ред Стар (Пекин) | Металлург (Н)             | Салават Юлаев             | Сибирь                    | Авангард             |
| 2017/18 | Авангард         | Адмирал          | Амур           | Барыс                   | Куньлунь Ред Стар         | Салават Юлаев             | Сибирь                    | Сибирь                    | Салават Юлаев        |
| 2018/19 | Авангард         | Адмирал          | Амур           | Барыс                   | Куньлунь Ред Стар         | Салават Юлаев             | Сибирь                    | Сибирь                    | Барыс                |
| 2019/20 | Авангард         | Адмирал          | Амур           | Барыс (Нур-Султан)      | Куньлунь Ред Стар         | Салават Юлаев             | Салават Юлаев             | Салават Юлаев             | Барыс                |
| 2020/21 | Авангард         | Амур             | Барыс          | Куньлунь Ред Стар       | Салават Юлаев             | Сибирь                    | Сибирь                    | Сибирь                    | Авангард             |
| 2021/22 | Авангард         | Адмирал          | Амур           | Барыс                   | Салават Юлаев             | Сибирь                    | Сибирь                    | Сибирь                    | Салават Юлаев        |
| 2022/23 | Авангард         | Адмирал          | Амур           | Барыс                   | Салават Юлаев             | Сибирь                    | Сибирь                    | Сибирь                    | Салават Юлаев        |

Примечание:
С сезона 2009/10 годов разделение в КХЛ произошло по географическому принципу. Кроме дивизионов, были образованы две конференции (Западная и Восточная), включающих по два дивизиона. Дивизион Чернышёва оказался в Восточной конференции.

## Победители дивизиона
| Команда              | Победы                                                            |
| -------------------- | ----------------------------------------------------------------- |
| Авангард (Омск)      | 6 (2010/11, 2011/12, 2012/13, 2015/16, 2016/17, 2020/21, 2023/24) |
| Салават Юлаев (Уфа)  | 4 (2009/10, 2017/18, 2021/22, 2022/23)                            |
| Барыс (Астана)       | 3 (2013/14, 2018/19/, 2019/20)                                    |
| Ак Барс (Казань)     | 1 (2008/09)                                                       |
| Сибирь (Новосибирск) | 1 (2014/15)                                                       |

## Обладатели Кубка Гагарина
Играя в Дивизионе Чернышёва, три команда выигрывали Кубок Гагарина. В 2009 году это сделал «Ак Барс» (команда позднее выступала в Дивизионе Харламова и завоёвывала трофей ещё дважды), в 2011-м победителем плей-офф КХЛ стал «Салават Юлаев», а в 2021-м – омский «Авангард».
- 2009 — Ак Барс (Казань)
- 2011 — Салават Юлаев (Уфа)
- 2021 — Авангард (Омск)